# Таку Сигэаки
Таку Сигэаки (яп. 多久 茂明, 13 ноября 1693 — 22 сентября 1739) — самурай княжества Сага периода Эдо, 6-й глава рода Таку-Набэсима и 7-й глава рода Суко-Набэсима.

## Биография
Родился в 1693 году в семье Набэсимы Сигэкиё. В 1705 году, после смерти своего отца, Сигэаки унаследовал главенство семьи Суко. В 1714 году Таку Сигэмура унаследовал княжество Оги, и по приказу даймё Набэсимы Ёсисигэ Сигэаки передал главенство в семье Суко своему дяде Набэсиме Сигэцугу и стал следующим главой рода Таку, благодаря своей жене.
Продолжая дело своего приёмного тестя, Таку Сигэфуми, Сигэаки почитал конфуцианство и в 1715 году пожертвовал 200 коку со своих деревень Ханамацу и Кисима в качестве покрытия расходов за обучение в Таку-сэйбё, построенного Сигэфуми. В 1723 году Таку Сигэаки был назначен на должность каро у даймё.
Был женат на Со, дочери Таку Сигэфуми. Их сын, Таку Сигэтака, 7-й глава рода Таку.